# Anne Rice
Anne Rice – døbt Howard Allen O'Brien – (født 4. oktober 1941 i New Orleans, død 12. december 2021) var en amerikansk forfatter af gyser/fantasi historier, der ofte omhandler vampyrer, mumier og hekse. Hendes arbejde havde en betydelig indflydelse på undergrundskulturen Goth, og hun publicerede flere værker med sadomasochistiske emner.
Rice fødtes i en katolsk familie af irsk oprindelse som den anden af fire døtre. Hun blev navngivet efter sin far Howard O'Brien. Navnet Anne fandt hun selv på, da hun begyndte sin skolegang. Efter moderens død i 1956 flyttede familien til Texas i 1958, og Rice flyttede senere til San Francisco sammen med sin kommende mand, digteren Stan Rice, og her studerede hun journalistik og litteratur ved San Francisco State University. Parret blev gift den 14. oktober 1961, og ægteskabet varede indtil Stan Rices død i 2002. Hun er mor til den homoseksuelle romanforfatter Christopher Rice (født i 1979). En datter, Michele, døde af leukæmi som seksårig i 1972. I 1989 vendte familien tilbage til Anne Rices fødeby, der danner baggrund for mange af hendes historier. Hun var kendt for sin begejstring for kunst og kultur, og ofte tog hun til udlandet sammen med familien for at studere de kunstværker, der senere optrådte i hendes bøger.
Rice udgav også værker under pseudonymerne Anne Rampling og A.N. Roquelaure. Sidstnævnte blev primært brugt til værker rettet mod et mere voksent publikum. Hendes fiktion bliver ofte beskrevet som frodig og beskrivende, og hendes karakterers seksualitet er ofte flydende og udviser ikke sjældent homoseksuelle følelser over for hinanden. Hun beskæftigede sig også med filosofiske og historiske temaer, der blev sammenvævet med handlingen i bøgerne.

## Vampyrkrønikerne
Hun skrev sin første bog, “En vampyrs bekendelser, (Interview with the Vampire)”, i 1973 og fik den udgivet i 1976. I 1994 instruerede Neil Jordan en film med samme navn, der var baseret på historien. En anden film fra 2002 med titlen Queen of the Damned er baseret på den anden og tredje bog i den originale serie med vampyrkrøniker. Endvidere er der lavet en filmversion af hendes voksenbog, Exit to Eden, med Rosie O'Donnell og Dan Aykroyd. 
En vampyrs bekendelser er også et eksempel på psykedelisk litteratur, da Louis' "vampyrøjne" (oplevelsen af forhøjet bevidsthed) til en vis grad minder om oplevelsen ved indtagelse af LSD. Rice benægter dog selv at have prøvet LSD og påpeger, at hentydningen hertil er et resultat af, at bogen blev skrevet i 1960'erne. Rice vedgår, at Claudia (den unge pige i bogen) er inspireret af hendes egen afdøde datter. At betragte vampyrkrøniken som psykedelisk litteratur er blot én mulighed ud af mange. Begrundet i det stærke emotionelle bånd mellem vampyrerne Louis og Lestat læser andre bøgerne som homoerotisk litteratur, der stiller spørgsmålstegn ved den måde, køn og seksualitet defineres på i vestlig kultur. Et eksempel på disse forskellige analysevinkler er, at det at drikke blod ses som en metafor for henholdsvis samleje henholdsvis oral indtagelse af rusmidler som f.eks. LSD. De tydelige homoerotiske tendenser var årsag til, at der gik så mange år, før "Interview with the Vampire" blev filmatiseret, idet Rice nægtede at lade Louis' figur transformere til en kvinde i filmen.

## Helbred
Rice havde sukkersyge. Det blev opdaget, da hun fik et insulinchok i december 1998. Hun blev siden fortaler for almene tests af befolkningen for diabetes. På grund af en livslang kamp mod vægten samt en depression som følge af ægtemandens lange sygdomsperiode og efterfølgende død steg Rices vægt til 115 kg. Da hun var træt af at kæmpe med søvnapnø, begrænset mobilitet og andre vægtrelaterede problemer, gennemgik hun en gastrisk bypassoperation den 15. januar 2003. 
Den 30. januar 2004 meddelte Rice, at hun ville forlade New Orleans og flytte til forstaden til Jefferson Parish i Louisiana. Årsagen til flytningen var, at hun havde levet alene siden sin mands død, og at hendes søn var flyttet fra New Orleans. "At forenkle mit liv og ikke eje så meget det er hovedmålet" sagde Rice. "Jeg vil ikke længere være en borger i New Orleans i ordets egentlige betydning." Nogle har antydet, at Rice også ønskede mere fred fra den konstante opmærksomhed fra fans, der ligefrem camperede uden for hendes hus. Der har kunnet samles op til 200 blot for at se hende gå i kirke om søndagen. I foråret 2005 flyttede hun til Californien for at være nærmere ved sønnen, der bor i Los Angeles.

### Vampyr krøniken
- En vampyrs bekendelser (Interview with the Vampire) (udgivet: 1976) (på dansk: 1991)
- Mørkets fyrste (The Vampire Lestat ) (udgivet: 1985) (på dansk: 1992)
- De fordømtes dronning (The Queen of the Damned) (udgivet: 1988) (på dansk: 1993)
- Fortællingen om kropsrøveren (The Tale of the Body Thief) (udgivet: 1992) (på dansk: 1994)
- Djævelens discipel (Memnoch The Devil) (udgivet: 1995) (på dansk: 1995)
- Vampyren Armand (The Vampire Armand) (udgivet: 1998) (på dansk: 2000)
- Merrick (Merrick) (udgivet: 2000) (på dansk: 2003)
- Blod og guld (Blood and Gold) (udgivet: 2001) (på dansk: 2002)
- Blackwood Farm (Blackwood Farm) (udgivet: 2002) (på dansk: 2005)
- Blood Canticle (udgivet: 2003) (ikke oversat til dansk)
- Prince Lestat (udgivet: 2014) (ikke oversat til dansk)

### Mayfair heksene
- Heksetimen (The Witching Hour) (udgivet: 1990) (på dansk: 1998)
- Lasher (Lasher) udgivet: 1993) (på dansk: 2001)
- Taltos (Taltos) udgivet: 1994) (på dansk: 2003)

### Romaner
- Alle helgeners fest (The Feast of All Saints) (udgivet: 1979) (på dansk: 2001)
- Cry to Heaven (udgivet: 1982) (ikke oversat til dansk)
- Mumien (The Mummy) (udgivet: 1989) (på dansk: 1997)
- Knoglernes tjener (Servant of the Bones) (udgivet: 1996) (på dansk: 1996)
- Violin (udgivet: 1997) (ikke oversat til dansk)
- Pandora (Pandora): (udgivet: 1998) (på dansk: 1999)
- Vittorio (udgivet: 1998) (ikke oversat til dansk)
- Christ the Lord: Out of Egypt (udgives til november 2005) (ikke oversat til dansk)

### Noveller
- October 4th, 1948 (udgivet: 1965) (ikke oversat til dansk)
- Nicholas and Jean (udgivet: 1966) (ikke oversat til dansk)
- The Master of Rampling Gate (Vampyrhistorie) (udgivet: 1982) (ikke oversat til dansk)

### Udgivet under pseudonymet Anne Rampling
- Exit to Eden (udgivet: 1985) (ikke oversat til dansk)
- Belinda (udgivet: 1986) (ikke oversat til dansk)

### Udgivet under pseudonymet A. N. Roquelaure
- The Claiming of Sleeping Beauty (udgivet: 1983) (ikke oversat til dansk)
- Beauty's Punishment (udgivet: 1984) (ikke oversat til dansk)
- Beauty's Release (udgivet: 1985) (ikke oversat til dansk)